# Chiến dịch quảng cáo

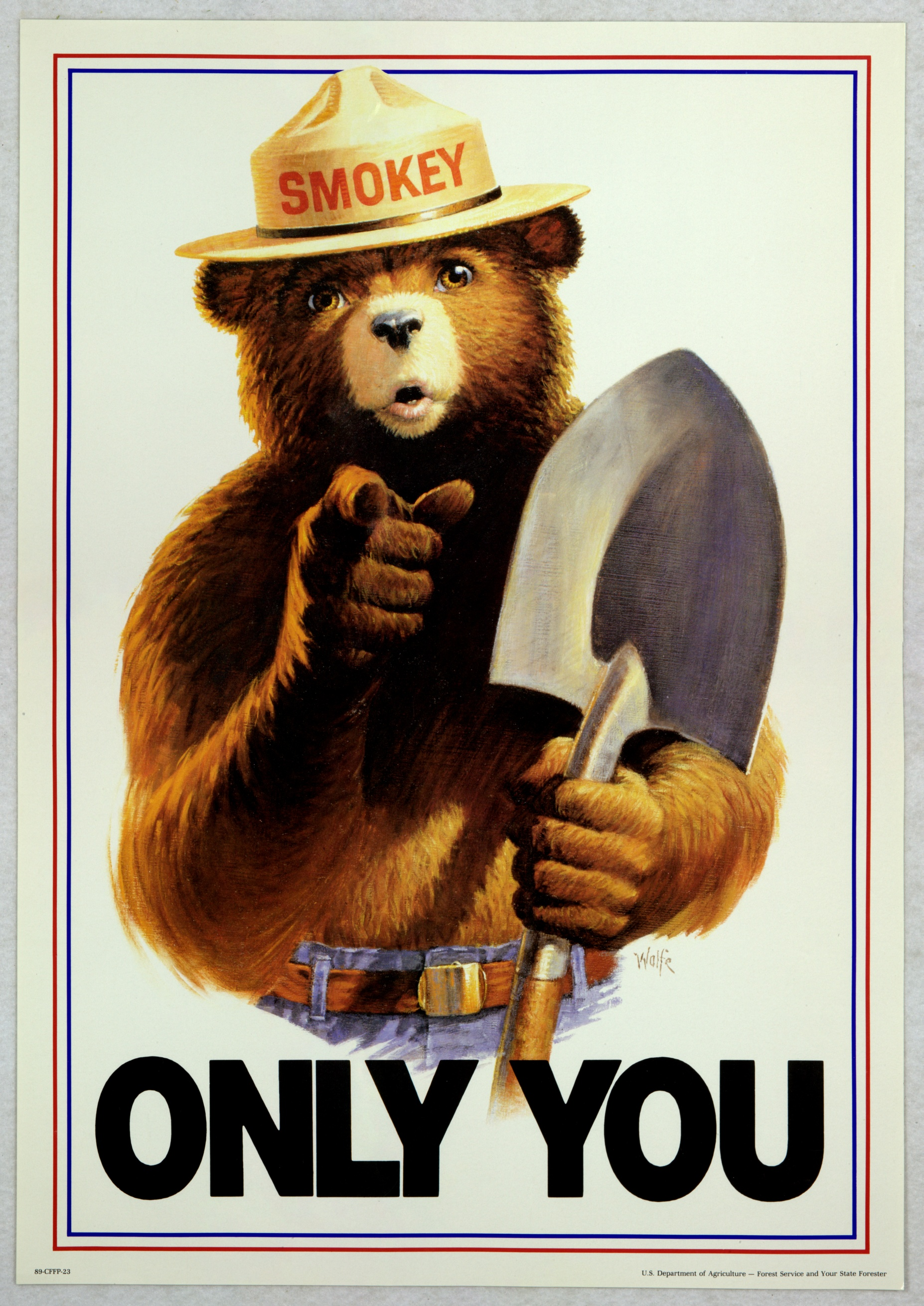
Smokey Bear là biểu tượng của chiến dịch phòng chống cháy rừng lâu dài của Cơ quan Lâm nghiệp Hoa Kỳ.

Chiến dịch quảng cáo là một loạt các thông điệp quảng cáo chia sẻ một ý tưởng và chủ đề duy nhất, tạo thành một truyền thông tiếp thị tích hợp (IMC). IMC là một nền tảng mà trong đó một nhóm người có thể tập hợp các ý tưởng, niềm tin và khái niệm của họ vào một cơ sở dữ liệu phương tiện lớn. Chiến dịch quảng cáo sử dụng các kênh phương tiện đa dạng trong một khung thời gian cụ thể và nhắm mục tiêu đến đối tượng đã xác định.
Chủ đề chiến dịch là thông điệp cốt lõi sẽ được truyền tải trong các hoạt động quảng cáo và là trọng tâm chính của chiến dịch quảng cáo, vì nó thiết lập chủ đề cho chuỗi các quảng cáo riêng lẻ và các hoạt động truyền thông tiếp thị khác sẽ được sử dụng. Chủ đề chiến dịch thường được tạo ra với mục tiêu sử dụng trong một thời gian đáng kể, nhưng nhiều chủ đề trong số đó chỉ tồn tại trong thời gian ngắn do các yếu tố như không hiệu quả hoặc điều kiện thị trường, cạnh tranh và bộ công cụ tiếp thị
Chiến dịch quảng cáo được xây dựng để đạt được một mục tiêu cụ thể hoặc một bộ mục tiêu. Các mục tiêu này thường bao gồm xây dựng thương hiệu, nâng cao nhận thức về thương hiệu, tăng tỷ lệ chuyển đổi/doanh số. Mức độ thành công hoặc thất bại trong việc đạt được các mục tiêu này được đánh giá thông qua các biện pháp đánh giá hiệu quả. Có 5 điểm chính mà một chiến dịch quảng cáo phải cân nhắc để đảm bảo chiến dịch hiệu quả. Các điểm này là: truyền thông tiếp thị tích hợp, kênh phương tiện, định vị, sơ đồ quy trình truyền thông và điểm tiếp xúc.